# Migdolus goyanus
Migdolus goyanus es una especie de escarabajo del género Migdolus, familia Cerambycidae. Fue descrita por Dias en 1984. Se encuentra en Brasil.